# 錫格巴赫河 (阿本斯河支流)
48°45′34″N 11°50′23″E / 48.759501°N 11.839638°E
錫格巴赫河是德國的河流，位於該國東南部，由巴伐利亞負責管轄，屬於阿本斯河的右支流，河道全長9.6公里，流域面積29.1平方公里。